# DeMayova reakce
DeMayova reakce je fotochemická reakce, při níž enol 1,3-diketonu reaguje s alkenem (nebo jinou sloučeninou s dvojnou vazbou mezi uhlíkovými atomy) a vzniklý cyklobutanový kruh podstupuje retro-aldolovou reakci za tvorby 1,5-diketonu.
Vložení svou uhlíků vazby C=C mezi dvě karbonylové skupiny může být využito v organické syntéze jako poměrně selektivní způsob spojení svou částí molekuly a způsob využití chemie 1,3-diketonů k přípravě 1,5-diketonů. Prvním krokem procesu je [2+2] cykloadice. Následná retro-aldolová reakce je usnadněna nízkou stabilitou cyklobutanového kruhu.
|                                    |
| Animace mechanismu DeMayovy reakce |